# Église de la Madeleine de Wrocław
Pour les articles homonymes, voir Église de la Madeleine (homonymie).
L'église de la Madeleine (en polonais : Kościół św. Marii Magdaleny, en allemand : Magdalenenkirche) est une église gothique de briques située à Wroclaw (avant 1945 Breslau) en Basse-Silésie. 

## Histoire

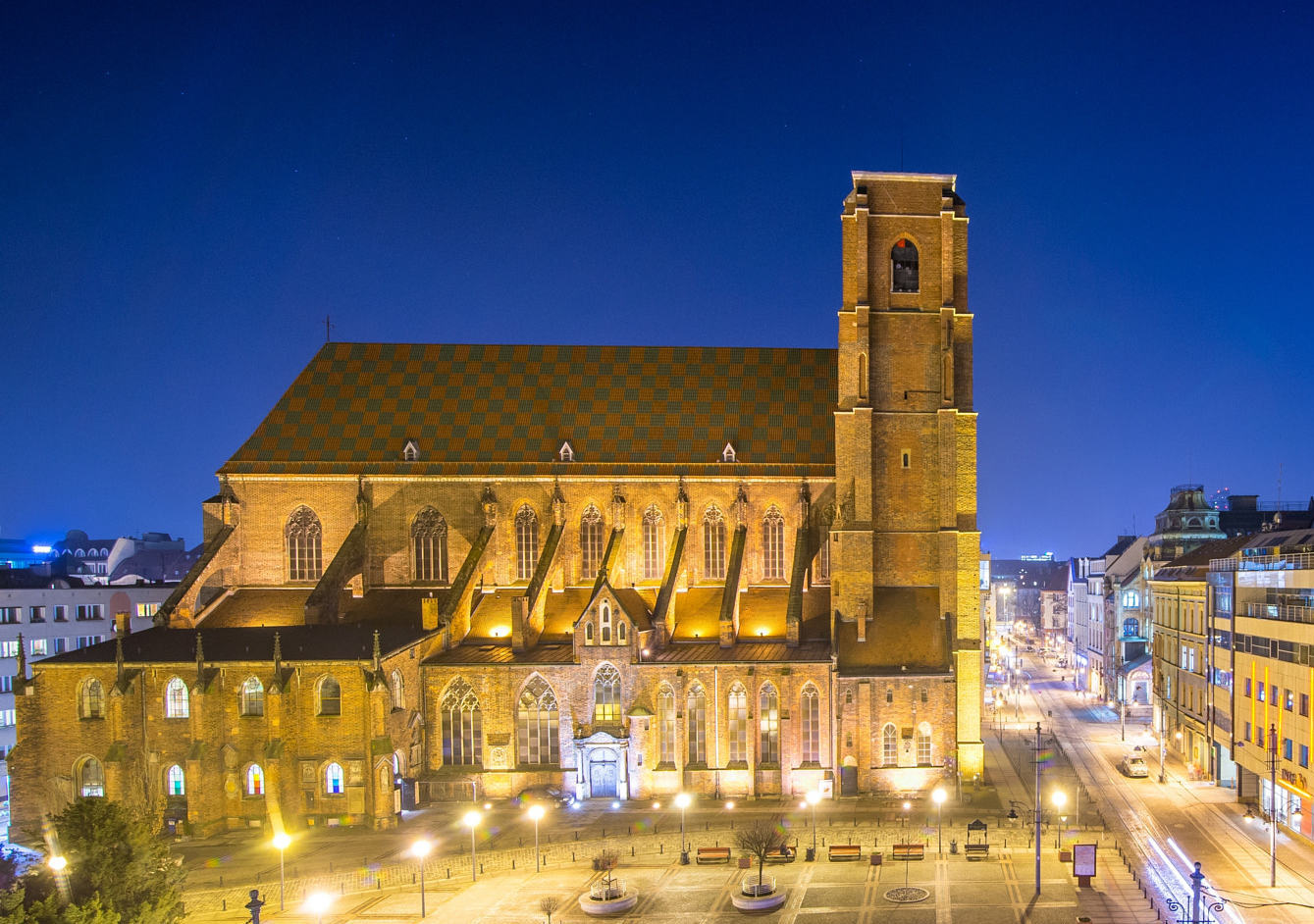
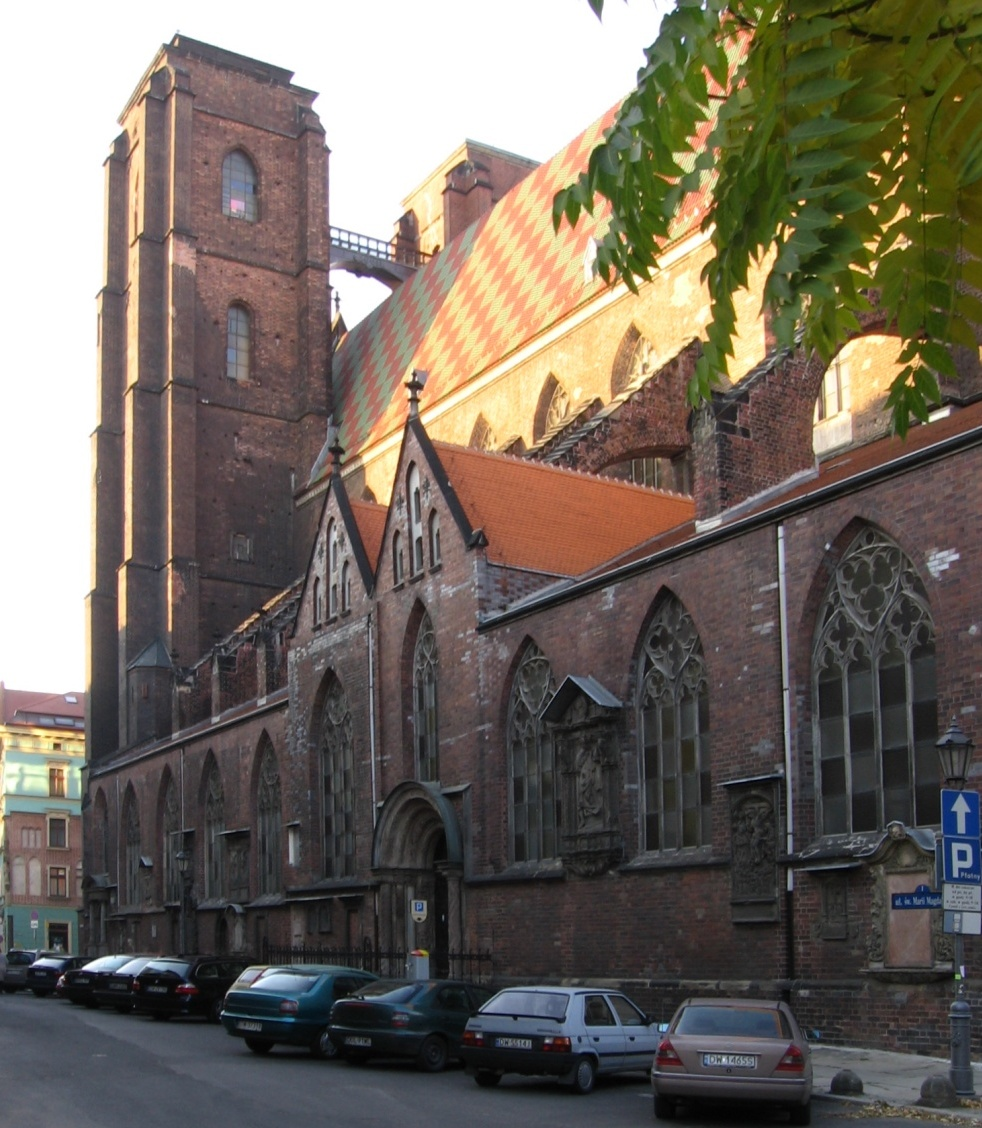
L'église aujourd'hui
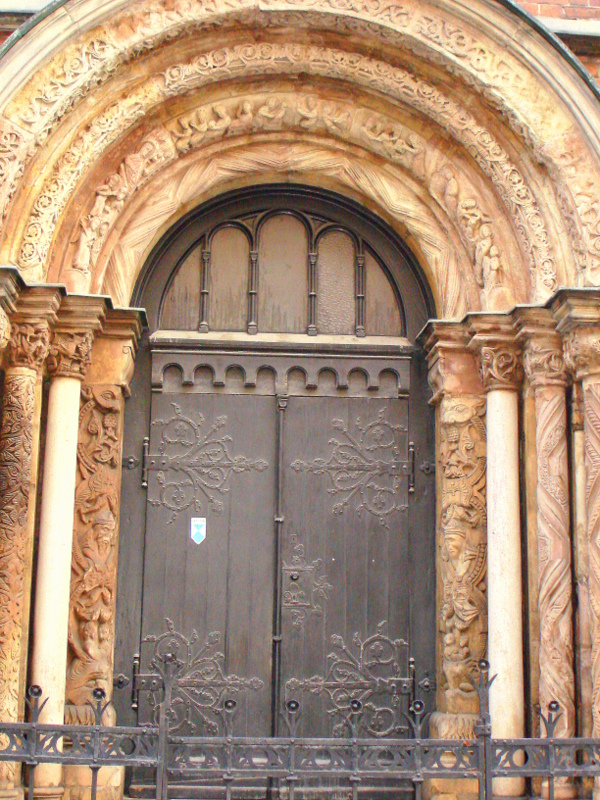
Portail roman
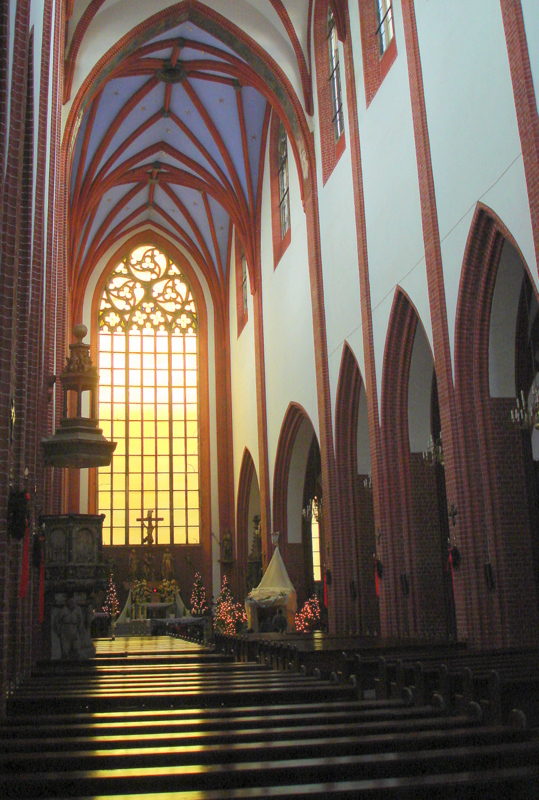
Intérieur de l'église

Elle se trouve à l'emplacement d'une première église catholique placée sous le patronage de sainte Marie-Madeleine et de l'apôtre saint André par l'évêque Lorenz von Pogrell au début du XIIIe siècle (1230) qui fut détruite pendant les invasions tatares en 1241. Elle fut reconstruite par la suite et une troisième église de type basilical à trois nefs fut édifiée entre 1342 et 1362. Ses deux clochers furent construits au siècle suivant. Elle passa à la Réforme protestante en 1523 avec le pasteur Johann Heß (de).
Une des cloches, la Cloche du pauvre Pécheur située dans la tour sud, sonnait pour les jours de fête et le Notre Père depuis 1386. C'était la plus grosse cloche de Silésie. Elle fut détruite et fondue par la Wehrmacht pendant l'assaut final de mai 1945.
Après l'expulsion des populations allemandes de 1945 à 1947, cette église luthérienne fut donnée par les autorités communistes à l'Église polonaise-catholique, une religion issue de l'Union d'Utrecht qui regroupe 23 000 fidèles en Pologne et qui est séparée de l'Église catholique. Les représentants de cette Église en ont fait leur cathédrale principale.